# Momisis nicobarica
Momisis nicobarica är en skalbaggsart som beskrevs av Gardner 1936. Momisis nicobarica ingår i släktet Momisis och familjen långhorningar. Inga underarter finns listade i Catalogue of Life.